# 和瀬トンネル
和瀬トンネル（わせトンネル）は、鹿児島県奄美市名瀬と同市住用に跨る国道58号及び旧道のトンネル。

## 概要
旧和瀬隧道（和瀬峠）にある旧トンネルと峠の下通過する新トンネルに区分される。峠下を通過する国道58号の新たな部分は和瀬バイパスと呼ばれ、新和瀬トンネルと小和瀬トンネル、城トンネルの3つのトンネルを主体として構成される。

## 新和瀬トンネル
新和瀬トンネル（しんわせトンネル）は鹿児島県奄美市名瀬朝戸と同市住用町和瀬に跨る和瀬峠を貫く国道58号（和瀬バイパス）のトンネル。

### 概要
「新和瀬トンネル」は旧和瀬隧道（和瀬峠）のバイパスの一部として造られ、供用中のトンネルとしては奄美諸島周辺では最長のトンネルである。新トンネルの開通で自動車は古いトンネルの下を抜けるようになり、峠道を通る必要が無くなったため利便性が向上した。
- 2001年（平成13年）8月29日竣工
- 全長 : 2,435 m

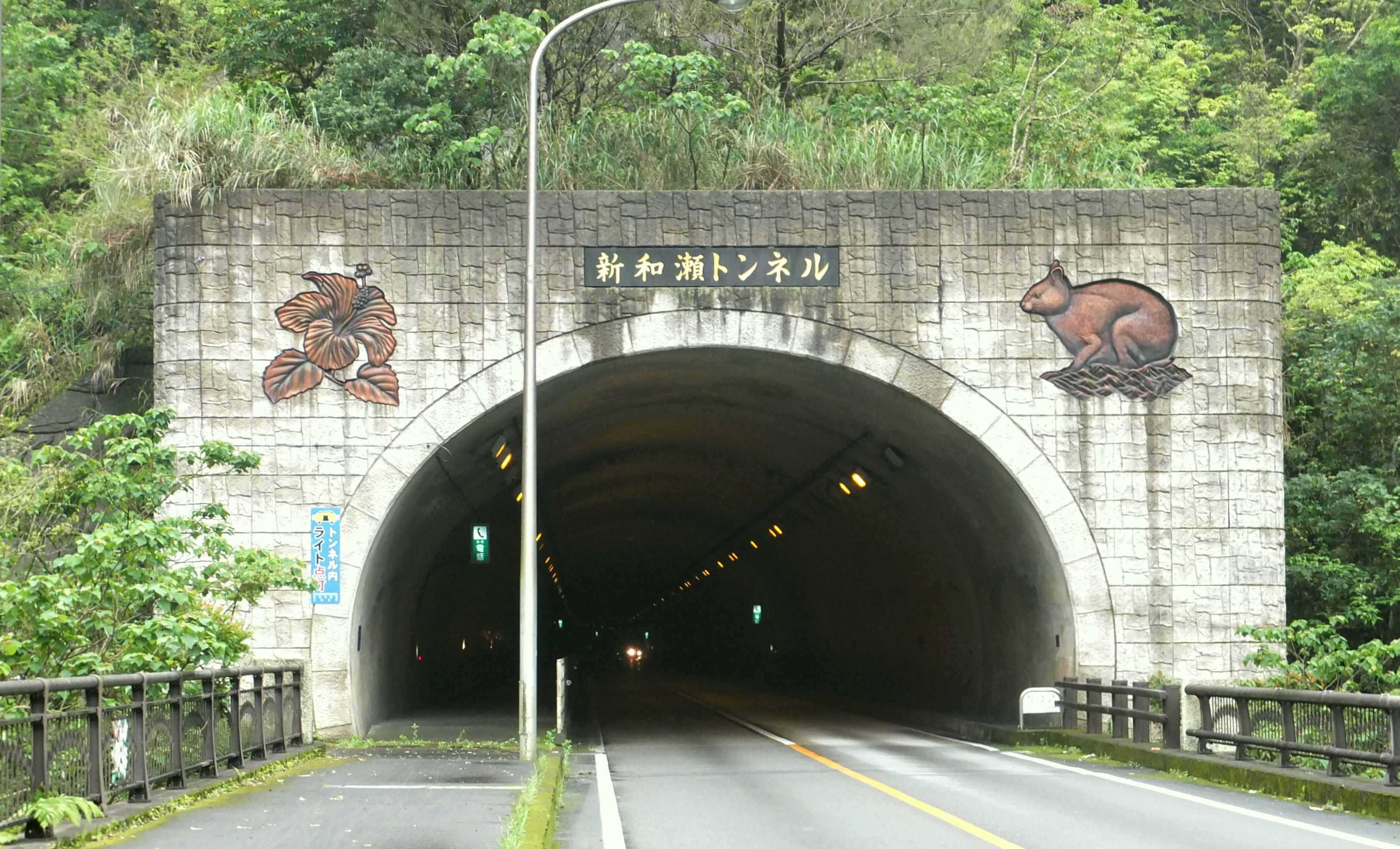
新和瀬トンネル北側

## 旧和瀬トンネル
旧和瀬トンネル（きゅうわせトンネル）は国道58号の旧道にあるトンネル。旧和瀬隧道にある唯一のトンネルである。トンネル内は新トンネルより狭く、またトンネル内の車線がないため、自動車同士のすれ違いは困難である。
- 1959年（昭和34年）竣工
- 全長 : 約286 m
- 車線 : 2車線
- 幅 : 5.5 m
- 高さ : 4.0 m

## 歴史
- 1959年（昭和34年） - 和瀬トンネルが竣工。
- 2001年（平成13年）8月29日 - 新和瀬トンネルが竣工。

## 周辺
- 和瀬峠
- 小和瀬海岸